# 罗罗堡镇
罗罗堡镇，是中华人民共和国辽宁省锦州市北镇市下辖的一个乡镇级行政单位。

## 行政区划
罗罗堡镇下辖以下地区：
罗罗堡村、五峰寺村、张巴屯村、康屯村、吴屯村、闵家村、小三块石村、大白屯村、棉花张村和道西村。